# Walter Guandalini
Walter Guandalini (Carpi, 27 ottobre 1906 – Carpi, 30 ottobre 1989) è stato un calciatore italiano, di ruolo difensore.

## Caratteristiche tecniche
È stato un centrocampista ambidestro di grande personalità.

## Biografia
Walter è il secondo stipite della famiglia Guandalini, dopo il fratello Arnaldo detto "Nocia" e prima dell'altro fratello Mario detto "Ciopa".

## Carriera
Giocò in Serie A nel Modena, dove fa il suo esordio il 31 maggio 1931 nella partita Pro Vercelli-Modena (3-0). Prima e dopo l'esperienza modenese, ha disputato 149 partite con il Carpi. Con i bianchi aveva esordito il 3 ottobre 1926 nella partita Pistoiese-Carpi (4-1), l'ultima partita la disputa a Cecina il 19 novembre 1939 in Cecina-Carpi (1-2).